# Chaise maudite de Busby
 (avril 2012).
Si vous disposez d'ouvrages ou d'articles de référence ou si vous connaissez des sites web de qualité traitant du thème abordé ici, merci de compléter l'article en donnant les références utiles à sa vérifiabilité et en les liant à la section « Notes et références ».

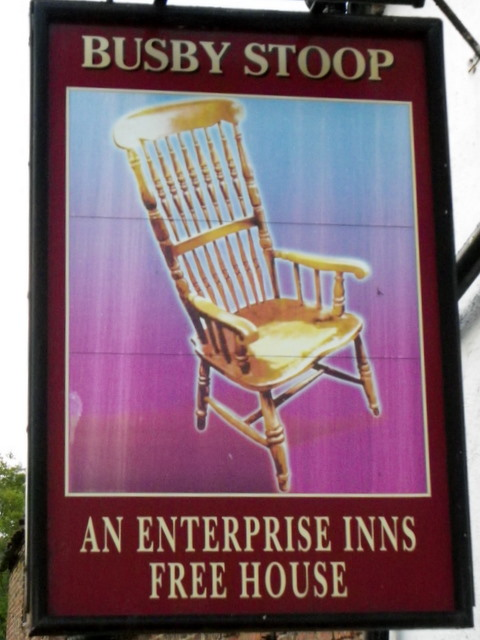

La chaise maudite de Busby est une chaise en chêne qui aurait été maudite par Thomas Busby, un criminel anglais.
Busby a été arrêté puis condamné à mort par pendaison pour avoir tué son beau-père Daniel Auty en 1702.
Avant d'être pendu, Thomas Busby boit une dernière bière et en se dirigeant vers son bourreau, il pointe du doigt sa chaise préférée et lance une malédiction : « Quiconque s'assoira sur ma chaise mourra d'une mort affreuse ! ». Les touristes, apprenant la mise en garde, s'y tentent : deux voyageurs s’assoient sur la chaise et meurent d'un accident de voiture. Quelques jours plus tard, un charpentier s'y assoit lui aussi et meurt en tombant d'un toit ; un autre homme se pend ; la femme de ménage, en trébuchant, s'assoit malencontreusement sur la chaise et meurt quelques heures plus tard d'un traumatisme crânien[réf. nécessaire].
Aujourd'hui, la chaise est accrochée à deux mètres du sol dans le Thirsk Museum, dans le Yorkshire du Nord.